# آنجامانگا
آنجامانگا (به لاتین: Anjamanga) یک منطقهٔ مسکونی در ماداگاسکار است که در واکینانکاراترا واقع شده‌است. آنجامانگا ۱۱٬۵۳ نفر جمعیت دارد و ۱٬۵۵۲ متر بالاتر از سطح دریا واقع شده‌است.